# Ben Haenow
Ben Haenow, né en 1985 à Croydon, Angleterre, est un chanteur anglais ayant remporté la onzième saison du télé-crochet britannique The X Factor.

## Biographie
Ben Haenow est né le 6 janvier 1985 à Croydon, en Angleterre. Fils de Mick et Rosanna Haenow,,, il a un frère aîné qui s'appelle Alex. Ses parents se séparent alors que Ben a quatre ans. À l'âge de 14 ans, Ben tombe dans la dépression et boit une bouteille de vodka par jour jusqu'à devenir "malade et paralytique".
Ben Haenow commence à jouer dans un groupe de musique à 15 ans. Il crée avec son frère Alex le groupe Lost Audio en 2006.

### Parcours lors de The X Factor
Le 26 juin 2014, Haenow auditionne pour The X Factor. Après avoir chanté la chanson de Bill Withers Ain't No Sunshine, il remporte les quatre "Oui" du jury. Il poursuit la compétition et réussit à atteindre la finale. Le 14 décembre 2014, Ben Haenow est proclamé gagnant de la onzième édition de l'émission The X Factor. Son premier single "Something I Need", reprise du groupe américain OneRepublic, se classe numéro un des ventes au Royaume-Uni lors de sa sortie le 21 décembre 2014 et est certifié disque d'or avec plus de 214 000 ventes. Il est le deuxième single le mieux vendu en 2014 lors de sa semaine de sortie, derrière Do They Know It's Christmas? de Band Aid 30.
| The X Factor   | The X Factor                   | The X Factor                          | The X Factor              |
| Épisode        | Thème                          | Chanson                               | Résultat                  |
| -------------- | ------------------------------ | ------------------------------------- | ------------------------- |
| Room audition  | Free choice                    | "Ain't No Sunshine"                   | Through to arena          |
| Arena audition | Free choice                    | "Wild Horses"                         | Through to bootcamp       |
| Bootcamp       | Free choice                    | "Hotel California"                    | Through to judges' houses |
| Judges houses  | Free choice                    | "With a Little Help from My Friends"  | Through to live shows     |
| Live show 1    | Number ones                    | "Bridge over Troubled Water"          | Safe (4th)                |
| Live show 2    | 1980s music                    | "Jealous Guy"                         | Safe (4th)                |
| Live show 3    | Songs from films               | "I Don't Want to Miss a Thing"        | Safe (3rd)                |
| Live show 4    | Halloween                      | "Highway to Hell"                     | Safe (1st)                |
| Live show 5    | Queen vs. Michael Jackson      | "Man in the Mirror"                   | Safe (1st)                |
| Live show 6    | Big band                       | "Cry Me a River"                      | Safe (1st)                |
| Live show 7    | Whitney Houston vs. Elton John | "I Will Always Love You"              | Safe (1st)                |
| Live show 8    | Songs chosen by other artists  | "Come Together"                       | Safe (1st)                |
| Live show 8    | Jukebox                        | "Thinking Out Loud"                   | Safe (1st)                |
| Live show 9    | Christmas                      | "Please Come Home for Christmas"      | Safe (1st)                |
| Live show 9    | Song to get you to the final   | "Hallelujah"                          | Safe (1st)                |
| Live show 10   | No theme                       | "Demons"                              | Safe (1st)                |
| Live show 10   | Celebrity duets                | "Thinking Out Loud" (avec Ed Sheeran) | Safe (1st)                |
| Live show 10   | Song of the series             | "Man in the Mirror"                   | Winner (1st)              |
| Live show 10   | Winner's single                | "Something I Need"                    | Winner (1st)              |

### Début de carrière
Le 6 janvier 2015, pour son 30e anniversaire, il annonce avoir signé avec Syco Music. Il passe ensuite plusieurs mois à Los Angeles pour l'enregistrement de son premier album éponyme, Ben Haenowsorti le 13 novembre 2015,. Le premier single de l'album, "Second Hand Heart", un duo avec Kelly Clarkson, a est sorti le 9 octobre 2015.

## Discographie

### Album
| Titre      | Détails                                                                              | Meilleure position | Meilleure position | Meilleure position | Certification |
| Titre      | Détails                                                                              | UK                 | IRE                | SCO                | Certification |
| ---------- | ------------------------------------------------------------------------------------ | ------------------ | ------------------ | ------------------ | ------------- |
| Ben Haenow | - Released: 13 novembre 2015 - Label: RCA Records, Syco - Format: téléchargement, CD | 10                 | 16                 | 7                  | - BPI: Silver |

### Singles
| Année | Titre                                     | Classement | Classement | Classement | Classement | Certification                  | Album      |
| Année | Titre                                     | UK         | IRE        | RSA        | SCO        | Certification                  | Album      |
| ----- | ----------------------------------------- | ---------- | ---------- | ---------- | ---------- | ------------------------------ | ---------- |
| 2014  | "Something I Need"                        | 1          | 2          | 3          | 1          | - BPI: Platine - RISA: Platine | Ben Haenow |
| 2015  | "Second Hand Heart" (feat Kelly Clarkson) | 21         | 56         | –          | 4          |                                | Ben Haenow |